# Landes-sur-Ajon
Landes-sur-Ajon – miejscowość i gmina we Francji, w regionie Normandia, w departamencie Calvados.
Według danych na rok 1990 gminę zamieszkiwało 250 osób, a gęstość zaludnienia wynosiła 42 osoby/km² (wśród 1815 gmin Dolnej Normandii Landes-sur-Ajon plasuje się na 641. miejscu pod względem liczby ludności, natomiast pod względem powierzchni na miejscu 803.).